# Cratere Gioja

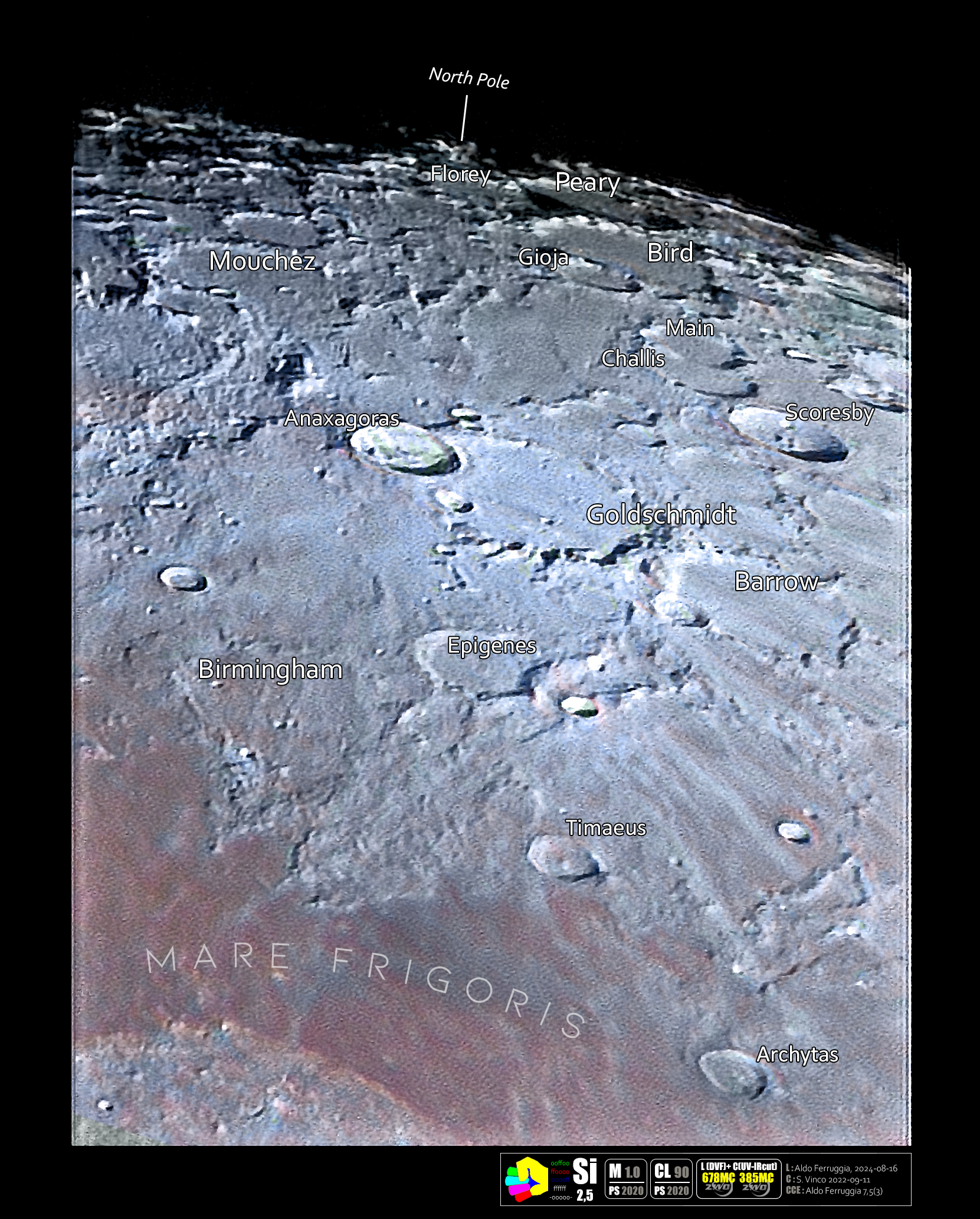
Immagine dell'area del cratere in formato Si. Vedi anche:

Gioja è un cratere lunare, intitolato al navigatore e inventore italiano Flavio Gioia e situato vicino al polo nord lunare. Essendo vicino al bordo settentrionale, può essere visto dalla Terra solo dal lato ed è osservabile con difficoltà. Il cratere è adiacente al bordo meridionale del cratere Byrd, mentre a sud-sudest è presente il cratere Main.
Il bordo è quasi circolare, ma presenta segni di erosione. Il terrapieno esterno è stato modificato nel tempo dagli impatti, in particolare lungo il lato occidentale. L'orlo presenta il punto di massima altezza a nordovest, dove è rinforzato dal bordo del cratere Byrd. Il fondo è quasi piatto, con una bassa cresta che si estende dal punto centrale verso il lato nord-nordest ed è segnato da vari crateri, tra cui una coppia vicino alla parete interna a ovest-nordovest.